# Xian'an
Xian'an (en chino, 咸安; pinyin, Xián'ān) es un distrito urbano bajo la administración directa de la Prefectura  Xianning  en la Provincia de Hubei, República Popular China.  Su área es de 1503 km² y su población total para 2010 superó los 500 mil habitantes. 

## Administración
Desde junio de 2018, el  Distrito Xian'an  se divide en 13 pueblos que se administran en 3 subdistritos, 9   poblados y 1 villa.

## Toponimia
En el año 768 AD, durante la dinastía Tang se estableció Yong'an (永安 "paz perpetua"). En el año 1007, para evitar el tabú que un lugar llevase el nombre de un gobernante o relacionado a este, la tumba de Taizu se llama Yong'an (宋永安陵), el Emperador Zhenzong, cambió el nombre a Xian'ning, tomando un significado similar de 'Yong'an' con la frase; "que todos los estados encuentren la paz" (万国咸宁 Wànguó Xiánníng).
En diciembre de 1998, Xianning fue promovida a ciudad-prefectura, y su sede administrativa recibió el nombre  Xian'an, fusionando los nombres Xianning y Yong'an.